# Filipijnse drongo
De Filipijnse drongo (Dicrurus balicassius) is een zangvogel uit de familie Dicruridae (drongo's) die alleen voorkomt in de Filipijnen.

## Kenmerken
De drie ondersoorten van deze zangvogel komen voor op Luzon en Mindoro waar ze geheel zwart zijn en in het westelijke deel van de Visayas, waar de soort een witte buik heeft en het zwart een groenachtige gloed lijkt te hebben. De Filipijnse drongo is 27 centimeter lang en heeft een zwarte sterke gekromde snavel.

## Verspreiding en leefgebied
De Filipijnse drongo is een luidruchtige vogel die alleen of in kleine groepjes te vinden is in de boomtoppen van de tropische bossen van Luzon, Mindoro en West-Visayas. Er zijn drie ondersoorten:
- D. b. abraensis: noordelijk Luzon.
- D. b. balicassius: zuidelijk Luzon en noordelijk-centrale Filipijnen.
- D. b. mirabilis: westelijk-centrale Filipijnen.

## Status
De grootte van de populatie is niet gekwantificeerd maar de soort wordt omschreven als algemeen. Op de Rode lijst van de IUCN heeft deze soort de status niet bedreigd.